# Moreny
Moreny war ein französischer Hersteller von Automobilen und Fahrgestellen.

## Unternehmensgeschichte
Das Unternehmen hatte seinen Sitz am Montmartre in Paris. 1907 begann die Produktion von Fahrgestellen und kompletten Automobilen. Der Markenname lautete Moreny. 1908 endete die Produktion.

## Fahrzeuge
Das einzige Modell war der 14/18 CV. Ein Vierzylindermotor mit 2413 cm³ Hubraum sorgte für den Antrieb.